# St. Elisabeth (Siegertshofen)

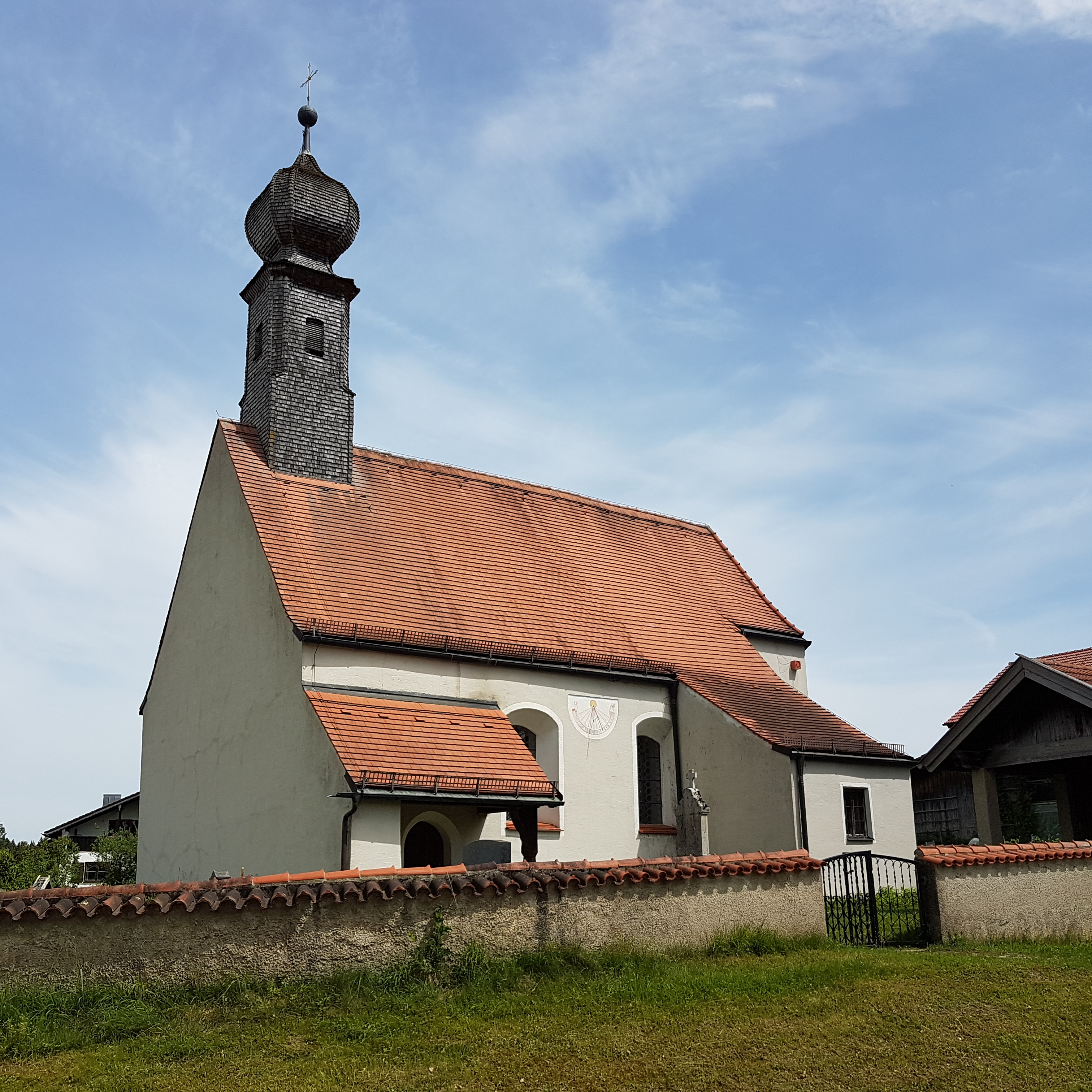
St. Elisabeth in Siegertshofen

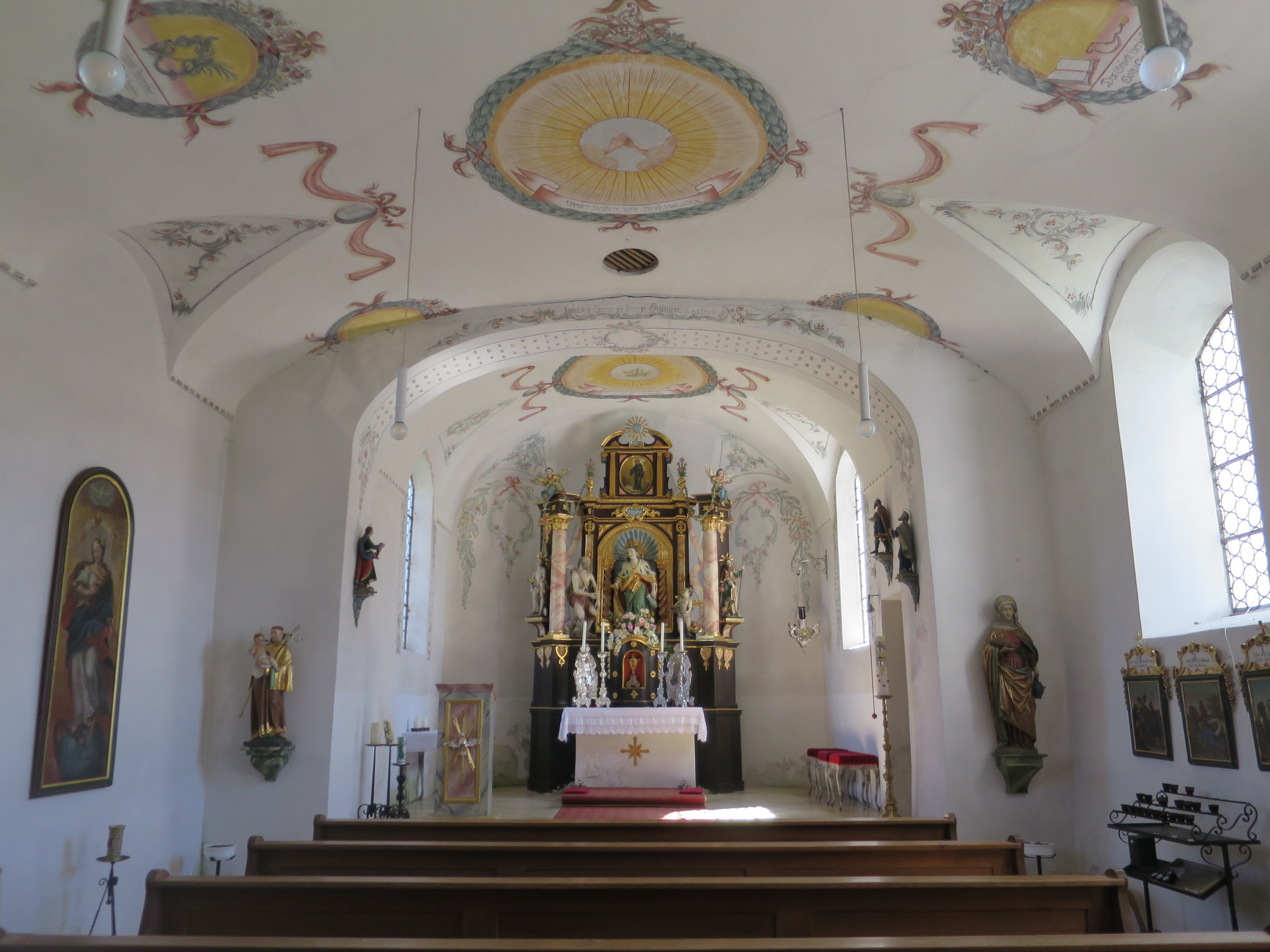
Innenraum

Die römisch-katholische Kapelle St. Elisabeth steht in Siegertshofen, einem Gemeindeteil von Egling im oberbayerischen Landkreis Bad Tölz-Wolfratshausen. Sie ist in der Liste der Baudenkmäler in Egling als Baudenkmal unter der Nr. D-1-73-120-80 eingetragen. Die Kapelle gehört zum Dekanat Bad Tölz-Wolfratshausen im Erzbistum München und Freising.

## Beschreibung
Der im Kern spätgotische Saalbau wurde um 1797 barock umgestaltet. Er besteht aus dem Langhaus zu drei Jochen, aus dessen Satteldach sich im Westen ein quadratischer Dachreiter erhebt, dem eingezogenen, dreiseitig geschlossenen Chor im Osten, der Sakristei im östlichen Bereich und einem Vorbau im westlichen Bereich der Südseite des Langhauses. Der schiefergedeckte, mit einer Zwiebelhaube bedeckte Dachreiter enthält den Glockenstuhl. Die Innenräume von Langhaus und Chor sind mit Stichkappengewölben überspannt.
Nachdem sich Risse im Mauerwerk gezeigt hatten, wurde die Kapelle im Sommer 2024 aus Sicherheitsgründen für Besucher gesperrt.
In der Mitte des von den Statuetten des heiligen Sebastian und des heiligen Rochus von Montpellier flankierten Hochaltars aus dem 18. Jahrhundert steht eine Figurengruppe mit der heiligen Elisabeth von Thüringen als Hauptperson und einem Bettler. Die für ihre Wohltätigkeit bekannte Elisabeth steht in der rundbogigen, mit einem Goldrahmen verzierten Nische des Altars zwischen zwei Säulen und wendet sich dem Hilfesuchenden außerhalb dieser edlen Umgebung zu. Sie scheint ihm eine Gabe zu reichen. Begleitet wird die Szene von einem kleinen Engel.
Eine Statue der heiligen Elisabeth steht an der Wand rechts vom Chorbogen. Es wird angenommen, dass diese Figur aus der Zeit um 1500 stammt und im Laufe der langen Zeit überarbeitet wurde.